# Slobodan Janjić
Slobodan Janjić (in serbo Слободан Јањић?; 17 febbraio 1987) è un giocatore di calcio a 5 serbo.

## Carriera

### Club
Laterale con spiccata propensione offensiva, debutta nella massima divisione serba nella stagione 2008-09, mettendo a segno 23 reti con la maglia dello Zrenjanin; altre undici le realizza nella prima metà della stagione 2009-10, prima del trasferimento all'Ekonomac, con cui segna sette volte contribuendo alla conquista del titolo nazionale. Nelle quattro stagioni successive conferma la sua vena realizzativa, non scendendo mai sotto le quattordici marcature stagionali. Con la formazione di Kragujevac vince in totale cinque campionati e gioca regolarmente in UEFA Futsal Cup, nella quale tuttavia l'Ekonomac non è mai andata oltre l'Élite Round. In sei stagioni agonistiche ha realizzato un totale di 107 gol nella Prva Liga. Nella stagione 2014-15 viene acquistato dal Sestu, società sarda neopromossa in Serie A. Dopo appena sei mesi, trascorsi prevalentemente in panchina, il 23 gennaio 2015 viene ceduto ai maltesi del Balzan.

### Nazionale
Nel 2012 ha preso parte con la propria Nazionale sia al campionato europeo sia a quello mondiale.

## Palmarès
- Campionati serbi: 5

Ekonomac: 2009-10, 2010-11, 2011-12, 2012-13, 2013-14